# Norrlidtjärnen
Norrlidtjärnen är en sjö i Lycksele kommun i Lappland och ingår i Umeälvens huvudavrinningsområde. Sjön har en area på 0,114 kvadratkilometer och ligger 290,3 meter över havet. Norrlidtjärnen ligger i Vindelälven Natura 2000-område.

## Delavrinningsområde
Norrlidtjärnen ingår i det delavrinningsområde (721620-162770) som SMHI kallar för Mynnar i 721149-162942. Medelhöjden är 352 meter över havet och ytan är 16,8 kvadratkilometer. Det finns inga avrinningsområden uppströms utan avrinningsområdet är högsta punkten. Vattendraget som avvattnar avrinningsområdet har biflödesordning 4, vilket innebär att vattnet flödar genom totalt 4 vattendrag innan det når havet efter 216 kilometer. Avrinningsområdet består mestadels av skog (83 procent). Avrinningsområdet har 0,28 kvadratkilometer vattenytor vilket ger det en sjöprocent på 1,7 procent.